# Jacopo Sannazaro
Jacopo Sannazaro, aussi francisé Jacques Sannazar, né à Naples le 28 juillet 1457 et mort en 1530, est un poète italien de la Renaissance. Il a passé quelques années de sa vie en exil en France de 1501 à 1504.
Il a composé des œuvres en langue vulgaire (l'italien) comme les Gliommeri, les Sonetti e canzoni et surtout L'Arcadie son poème principal composé en plusieurs périodes à partir de 1483, et terminé avant le départ en exil en France en 1501. Le livre comporte douze chapitres formés chacun d’une partie en prose et d’une églogue.
On lui doit aussi plusieurs œuvres en latin, des élégies (trois volumes), d'épigrammes et d'un poème sur L'Enfantement de la Vierge en trois chants sur lequel il a travaillé vingt ans.
Dès son plus jeune âge, Jacopo Sannazaro écrivit des divertissements et des rimes en langue vulgaire, connus sous le nom de Gliommeri.
Admis à l’Académie de Naples dont l'humaniste Pontano (en latin Pontanus) était le directeur, il prit le nom d’auteur d’Aetius Syncerus. Sous ce pseudonyme, il écrit, en latin, trois livres d’Elegiae, trois livres d’Epigrammata, cinq Eclogae piscatoriae, célébrant les beautés du golfe de Naples. Ces poèmes, ainsi que le De Partu Virginis, écrit à la fin de sa vie, lui vaudront le surnom de « Virgile chrétien ».
En 1501, Frédéric Ier de Naples, roi de Naples, fut contraint de céder son royaume à Louis XII de France contre le comté du Maine, il dut s’exiler en France et Sannazaro le suivit; il ne rentrera en Italie qu’après la mort de ce prince, à Tours, en 1504.
C’est alors qu’il publiera son poème Arcadia, (L'Arcadie), qu’il avait déjà composé avant l’exil ; considéré comme le prototype du roman pastoral, il eut une influence sur la littérature baroque en Europe et donne son nom à l’Académie d'Arcadie.
Il se consacre ensuite à la publication, en particulier de l’œuvre de Pontanus, de textes latins découverts en France, aux travaux de l’Académie de Naples et à la rédaction de poèmes, tous désormais en latin.
La fin de sa vie fut marquée par des échanges avec les papes Léon X et Clément VII sur des questions de loyauté et de fidélité, et qui ont abouti à la réalisation d’un poème religieux sur la Nativité (De partu Virginis, 1526) ;

## Biographie
Jacopo Sannazaro est né à Naples en 1457 d'une famille, originaire d’Espagne établie à San-Nazaro, château situé entre le Pô et le Tessin, non loin de Pavie.
Fils de noble ruiné, il passa son enfance à Naples et fit ses études sous Giuniano Maggio. À huit ans, il aima une noble damoiselle dont il fait mention dans ses vers ; Giovan Battista Crispo, Gaetano Volpi et tous ceux qui les ont copiés ont donné à cette demoiselle le nom de Carmosina Bonifacio ; en revanche, Mgr Coanange combat cette assertion en invoquant le témoignage de Fabrice de Luna, qui dans un dictionnaire imprimé à Naples, en 1636, dit positivement que la personne aimée par Sannazaro était une fille de Giovanni Pontano.
Devenue veuve, la mère de Sannazaro, Masella Santo-Mango et descendant d’une noble famille salernitaise, quitta Naples pour aller s’établir dans son fief de Saint-Cyprien, dans la région de Salerne.
Le besoin d’élever ses enfants ramena la mère de Sannazaro à Naples, où elle le replaça sous la direction de son ancien précepteur, qui lui apprit en peu de temps la rhétorique, le latin et le grec.
Les Aragon encourageaient l’humanisme, et Sannazaro trouva une atmosphère culturelle favorable. À la cour des princes d’Aragon, il organisa des fêtes et divertissements ; en 1480, il écrivit une farce de cour, perdue, ainsi que ses premières poésies en latin.
En 1481, Alphonse, duc de Calabre le reçut parmi ses « officiers de maison ».
Sannazaro composa d’autres comédies, connues sous le nom de « Gliommeri » (de Glomerus ou peloton), la plupart de ces petites pièces, écrites en langue vulgaire sont perdues ; en effet, plus tard, Volpi, qui avait rassemblé plusieurs de ces Gliommeri, pour les inclure dans l'édition de Sannazaro, en avait trouvé le style bas et vulgaire ; il crut donc devoir les supprimer, craignant qu’elles ne portassent atteinte à la réputation du poète.
Sannazaro était entré dans l’Académie sous le nom d’« Aetius Sincerus ».
Toutefois, en cette période de grands troubles pour le royaume de Naples, Sannazaro quitta Naples mais son voyage lui fit craindre « de mourir loin de sa patrie, hors des bras de sa mère et sans avoir eu le temps de retoucher les écrits ». À son retour, sa bien-aimée Philis était morte, suivie peu après de sa mère Masella.
Il passa quelque temps à Montella, chez le comte Cavaniglia, son confrère à l’académie, par un tableau de Lorenzo Sabatini, exécuté à cet endroit et où Sannazaro figure sous l'aspect de l’un des apôtres aux pieds de la Vierge.
À partir de là, il vivra auprès des princes d’Aragon prit part à la guerre contre Innocent VIII et seconda Giovanni Pontano dans les négociations de paix qui suivirent.
Avec l’approbation de Frédéric Ier de Naples, il fit paraître son premier recueil de rimes en langue vulgaire, puis il publia ses Pelotes [I Gliommeri], compositions en hendécasyllabes à rimes médianes, écrites vers 1486.
La composition de L’Arcadie, à laquelle se rattache la notoriété de Sannazaro, peut être située durant la période qui couvre les années 1481-1486. L’Arcadie circulait manuscrite parmi les lettrés italiens, à la fin du XVe siècle, en dix épisodes en prose et dix églogues.
Lorsque le duc Alphonse se mit à la tête d’une armée pour envahir les États de l’Église, Sannazaro le suivit jusqu’à Rome, dans cette désastreuse campagne, qui fut une des causes des malheurs de la maison d’Aragon. Il racontera ce qu’il a vu dans cette expédition dans la 1re élégie du 11e livre.
Le 4 mars 1492, sur l’ordre et en présence d’Alphonse, duc de Calabre, au château Capurno, une de ces pièces : Il trionfo della Fama, fut représentée sur le théâtre de la cour pour célébrer la prise de Grenade et la chute des Maures en Espagne. C’est de toutes ces farces de Sannazaro la seule qui soit arrivée jusqu’à nous. Elle est écrite en italien, à la différence des autres, qui étaient, dit-on, en napolitain.
Une amitié le liait alors à Frédéric Ier, qui monte sur le trône en 1496, et qui lui avait offert, dès 1493, une villa située à Mergaellina, ancienne résidence des princes angevins, au pied du Pausilippe non loin du tombeau de Virgile. Le poète l’immortalisera dans ses vers
Lorsque la France et l’Espagne alliées, enlevèrent son royaume à Frédéric d’Aragon en septembre 1501, le poète suivit son maître dans son exil volontaire en France ; Louis XII de France l’avait contraint à céder son royaume contre le comté du Maine.
Il mit aussi à profit son séjour en fréquentant les milieux humanistes français et en recherchant des manuscrits dans les bibliothèques. C’est ainsi qu’il a découvert, entre autres, les Halieutiques d’Ovide et les Cynégétiques de Némésien, les poèmes de Gratius Faliscus, et quelques fragments d’Hippocrate, d’Ovide et de Solin ; il en fera la transcription, amendant le texte en philologue éminent. Il est également l'auteur d'une copie du manuscrit du De Reditu suo de Rutilius Namatianus.
L’Arcadia venait d’être publié lorsqu’il revint à Naples. Cet ouvrage obtint l’assentiment général et soixante éditions suivirent tout au long du XVIe siècle.
Giovanni Pontano était mort en 1503 mais l’académie qu’il avait fondée lui avait survécu. Sannazaro se consacra à la publication des œuvres de Pontano et de l’Académie, dont il était devenu président.
À partir de son retour d’exil, il abandonna l’écriture en vulgaire, « pour porter son art plus haut » en poursuivant son œuvre latine.
En 1526, au terme d’un travail irrégulier qui avait duré vingt ans, il publia L’Enfantement de la Vierge en trois livres. Deux papes, Léon X et Clément VII, ont encouragé le projet pendant sa longue gestation. Ce poème en hexamètres, qui unit la théologie et la poésie, connaît une grande fortune tout particulièrement en France. Il est divisé en trois parties, centrées sur l’Annonciation, la Nativité et l’adoration des bergers.
En 1527, obligé de sortir de Naples pour se mettre à l’abri de la peste, Sannazaro, quasi septuagénaire, se réfugia dans un village au pied du Vésuve, non loin de la retraite où vivait Cassandra Marchèse. Dès que la contagion eut cessé, il reprit ses occupations ordinaires jusqu'à sa mort survenue le 27 avril 1530, âgé d’au moins 70 ans.
Ses restes reposent dans un tombeau dans la Chiesa di Santa Maria del Parto a Mergellina (it) que Sannazaro fit bâtir sur l’emplacement même de son palais de Mergellina. Ce monument fut exécuté à Carrare par Jean-Ange Poggibonsi, de Montorsoli, d’après les dessins de Santacroce, sculpteur napolitain, qui a fourni le bas-relief et le buste. Bembo y fit graver le distique suivant : « Da sacro cineri flores : hic ille Maroni Syncerus musa proximus, ut tumulo ».

## Œuvres

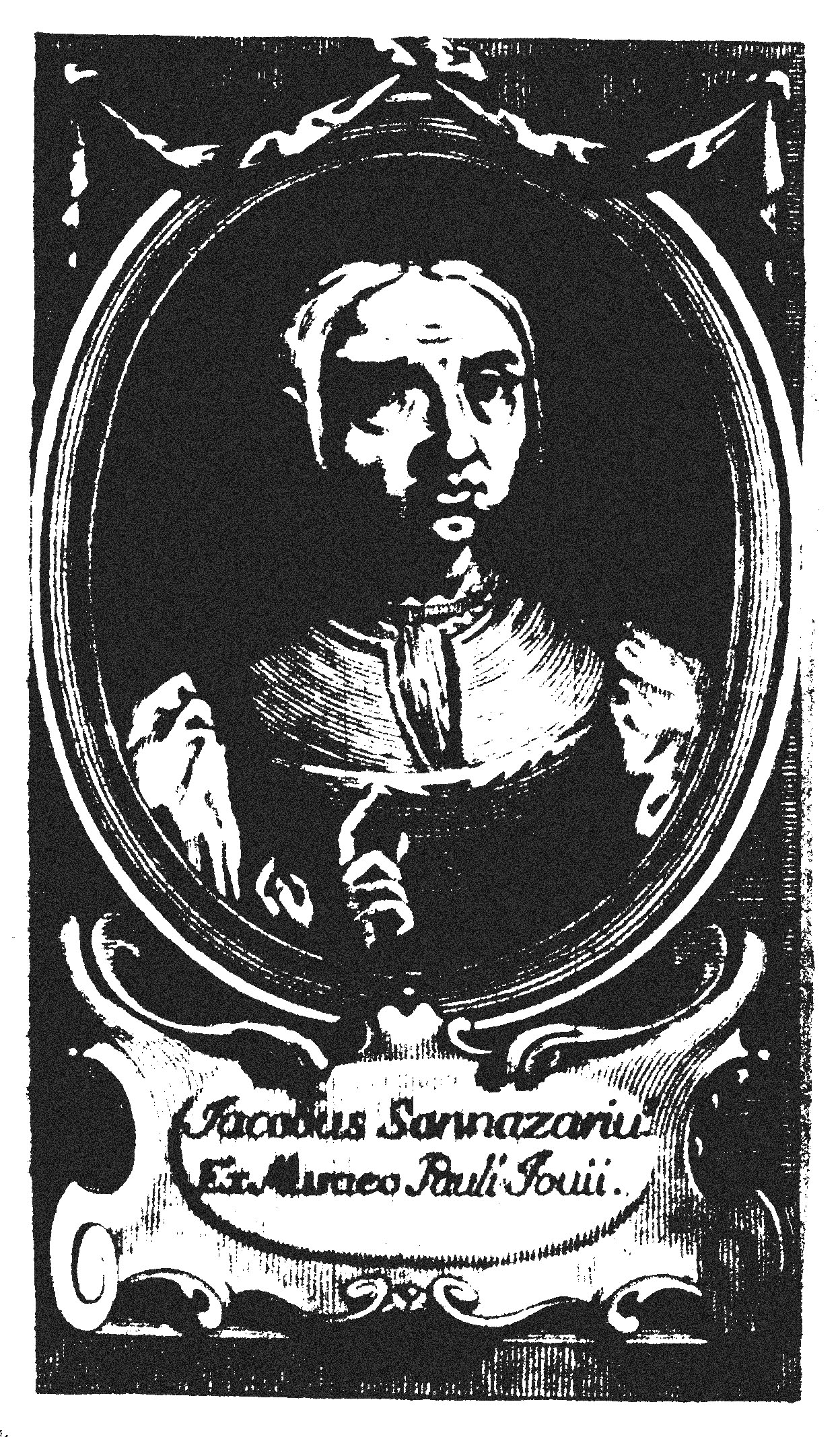
Page 1 du De partu virginis, de Jacopo Sannazaro

Toutes les œuvres de Sannazaro ont été publiées sous le nom d’Actius Sincerus, qui lui avait été donné quand il était entré à l’académie de Pontanus.
Il en a composé en italien (langue vulgaire) et en latin ; ses ouvrages en latin étant plus nombreux et plus estimés.

### Les œuvres en langue vulgaire.

#### LesGliommeri
il convient de les mettre de côté car ils n’ont pas retenu l’attention des critiques et des historiens, après la mort du poète et qui ont, pour la plupart, été perdus.

#### LesSonetti e canzoni
Après sa mort, on imprima à Rome, en 1530, ses ouvrages en langue vulgaire sous le titre Sonnets et chansons (Sonetti e canzoni di M. Jacopo Sannazzaro).

#### L’Arcadie, son poème

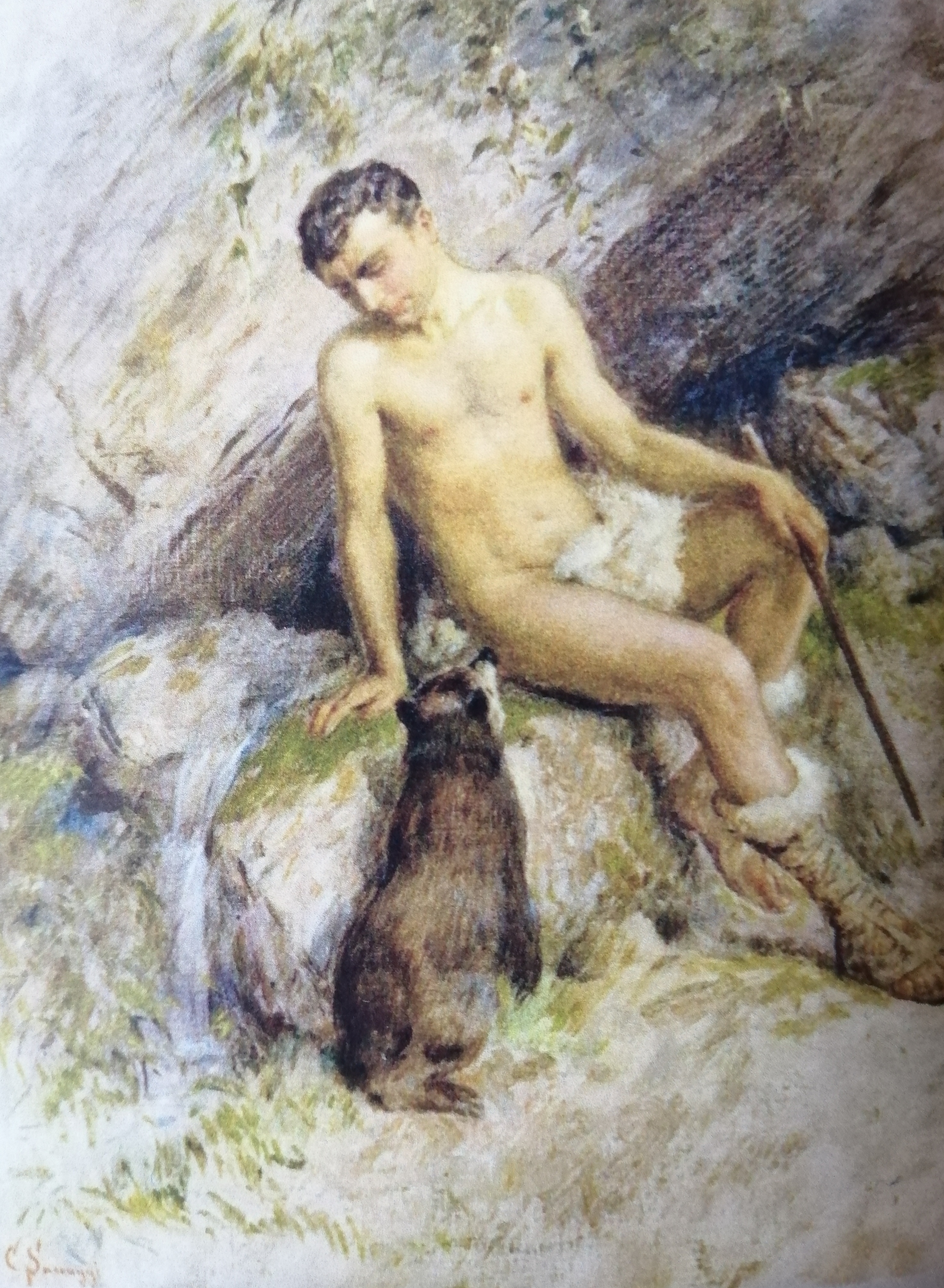
Berger d'Arcadie, de Cesare Saccaggi.

Composé en plusieurs périodes à partir de 1483 et terminé avant le départ en exil en 1501, le livre comporte douze chapitres formé chacun d’une partie en prose et d’une églogue,. Ce n’est pas vraiment un récit historique, ni un roman comme le Daphnis et Chloé de Longus. C’est plutôt un itinéraire spirituel placé sous le signe de Mnémosyne, la mère des Muses. On l’a rapproché de la Consolation de la philosophie de Boèce et des Confessions de Saint-Augustin.
Il n’y a aucune péripétie et même pas de relation suivie entre les personnages ; le récit se fait au fil de la remémoration ; le décor est planté lors des haltes que font les pasteurs de brebis, accompagnés de leurs bêtes dans une Arcadie issue des réminiscences de l’enfance du poète et bien peu conforme à un pays qui aurait réellement existé, comme c’est le cas chez Virgile. Le personnage principal porte le nom d’auteur de Sannazaro, Syncero, narrateur exilé loin de Naples ; le lecteur sait que ce royaume est en proie au plus graves crises politiques, aux occupations étrangères et aux trahisons. Chaque halte est l’occasion d’une pause méditative, agrémentée par les jeux accomplis au son de la musette évoquant les lointains souvenirs.
On dit souvent que l’Arcadie est en partie autobiographique, en partie allégorique ; le héros, Sincero, désirant oublier un amour malheureux, décide de quitter Naples et de se retirer en Arcadie où il partage l’existence simple des bergers et prend part à leurs concours de poésie et à leurs fêtes païennes ; à ce thème central, développé au temps de la jeunesse de l’auteur, entre 1480 et 1485, s’ajoute un complément plus érudit et plus élaboré, dans lequel l’auteur raconte comment Sincero, incapable de trouver la paix qu’il cherchait, retourne à Naples par des grottes souterraines sous la conduite d’une nymphe.
En fait, l’œuvre, qui a suscité de nombreuses études à la fin du XVIe siècle est particulièrement bien construite ; l’histoire de la vie de l’auteur et des êtres qu’il a aimés, est intimement intriquée à la culture tant antique, que contemporaine de l’auteur. Cette advenue du sujet en écho aux bouleversements politiques qui témoignent de l’effondrement de son monde, ponctué par les haltes des bergers et la mise en œuvre de la musette, le détermine à faire le deuil de sa bien-aimée et le détermine à revenir à Naples, à la fois le même, à la fois différent, enfin délivré de quelque chose : une conclusion très moderne en quelque sorte.
On comprend que le succès de Sannazzaro soit dû moins à ses artifices formels qu’à l’analyse subtile des émotions humaines qu’il nous propose et au monde de rêve qu’il a su créer, éléments qui donnèrent naissance à une nouvelle forme de sensibilité poétique.
Si cet ouvrage est un mélange de prose et de vers à la manière de l’Ameto de Boccace, Sannazaro y fit usage d’une espèce de vers que les Italiens appellent sdruccioli et qu’on pourrait nommer dactyles, qu’il a maniés avec beaucoup de facilité et de goût. Il empruntait des mots sdruccioli à la langue latine toutes les fois qu’il n’en trouvait pas de convenables en italien, ce qui donne souvent à ses églogues un air tant soit peu bizarre.

### Les œuvres en latin

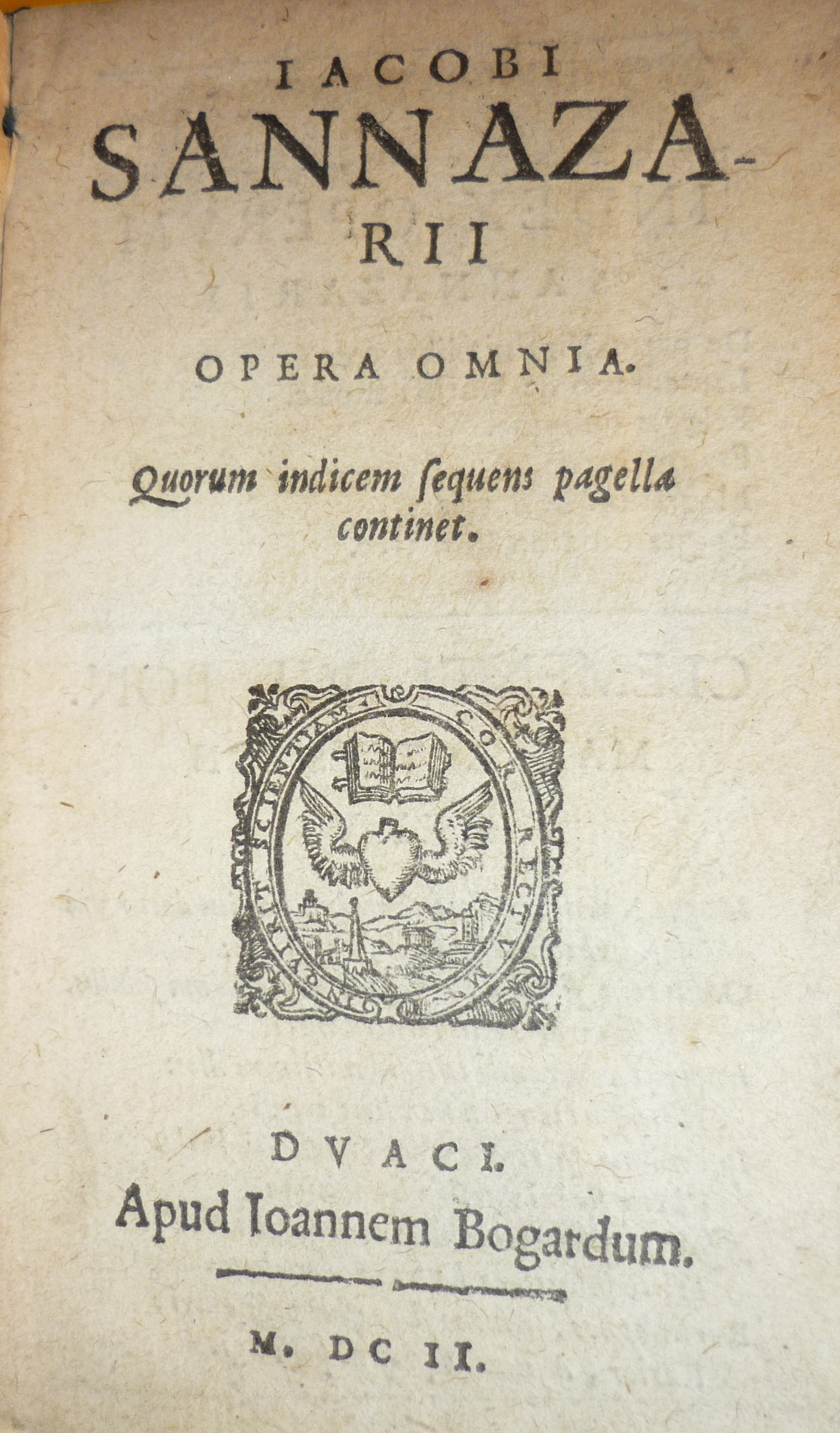
Page de titre des Opera omnia (Œuvres complètes) du poète néolatin Jacques Sannazar publiées à Douai chez Jean Bogard en 1602 (première édition de Douai). L'Université de Douai fut un grand centre de littérature néolatine.

#### Les élégies (trois volumes)
Il s'agit de ses poésies de jeunesse en latin. Dans ces poésies sur des sujets tristes et plaintifs, comme le veut le genre de l'élégie, il s’est rapproché de Properce, qu’il s’était proposé pour modèle : il faut lui savoir gré d’en avoir su plier le style à exprimer d’autres peines que celles de l’amour. Sannazaro sait les oublier pour pleurer la mort de ses amis et plaindre le malheureux sort de sa patrie.
S’inspirant des modèles latins de Tibulle et de Properce, les élégies constituent un recueil de très élégants distiques latins ; elles ont été écrites à des dates diverses. Ce sont celles qu’il a composées dans sa jeunesse qui rendent un son délicat et très fin, correspondant aux meilleures qualités de l’auteur : le triste pressentiment de mort, dans l’élégie dédiée à son ami Giovanni di Sangro, goût pour les ruines dans l’élégie qui chante les ruines de Cumes, allégresse païenne des chants qui convient à jouir de la vie, dans l’élégie pour fêter le jour de son anniversaire. Plus tard, une grande mélancolie se dégagera des distiques à Cassandre Marchesse, belle et malheureuse dame qui sera l’amie de ses vieux jours. Ces élégies illustrent quelques-uns des éléments artistiques qui trouveront leur pleine expression dans L’Arcadie. On trouve là la trame de ce linéament contradictoire qui parcourra toutes les poésies humanistes : d’un côté jouir de la beauté du moment présent, de l’autre renoncer à l’objet perdu de l’enfance, en cherchant la paix dans le retour à la nature.

#### Les épigrammes
Ces espèces de poésies courtes qui finissent par quelque pointe ou pensée subtile, ont été conçues à l’exemple du poète Catulle. Ce sont des témoignages très précis sur sa vie. Écrites en un latin clair et spontané, mêlent à des distiques élégants des morceaux d’une autre forme, entre autres des odes saphiques et des vers hendécasyllabiques. Joies de la volupté, méditations, douleurs s’y entremêlent harmonieusement ; il s’y joint des panégyriques et des satires : c’est le cas des œuvres écrites à l’intention des humanistes Poggio Bracciolini et Ange Politien.
Les épigrammes les plus célèbres sont des louanges inspirées par la paix de la villa Mergellina sont célèbres, ainsi que le morceau écrit en souvenir des fêtes données par les pêcheurs au pied du Pausilippe (Eglogues pescatoris).
On a remarqué aussi : le poème de l’adieu à Naples lorsque le poète part en exil avec Frédéric d'Aragon, son maître, ainsi que celui écrit en France, composé en l’honneur de Saint-Nazaire, qui lui rappelait le château de Lomellina San Nazario (à présent Sannazaro dei Burgondi).
Dans cette œuvre, « Sannazar nous donne une image exacte et fidèle de ce que furent sa nature et son esprit et, plus encore, de l’esprit humaniste si complexe, nostalgique et sensuel tout ensemble, sensible à l’idéal comme à la réalité immédiate, également disposé à l’égoïsme et au sacrifice, prompt à la satire autant qu’à l’éloge : sentiments apparemment contradictoires, mais qui se présentent comme des instants complets chacun en eux-mêmes, des aspects vivants, purs, harmonieux de l’humanisme aux nombreux visages ».

#### L’Enfantement de la Vierge
Dans un poème sur l’Enfantement de la Vierge, il s’est élevé avec ce sujet si délicat, et il a réussi à ne le point profaner, quoiqu’il se soit jeté dans tous les détails de ce mystère. Le seul reproche qu’on pourrait lui adresser, c’est d’avoir mêlé les rêves du paganisme au langage de la foi et d’avoir rendu l’enfer presque fabuleux, en y renouvelant les supplices de Tartare. Mais au siècle où Sannazaro vivait, l’étude de l’Antiquité exerçait une telle influence par la littérature et particulièrement sur la poésie, qu’on aurait cru violer les règles de l’épopée en lui refusant l’appui de la fable. Ces accusations, que depuis Érasme on reproduit chaque fois qu’on parle du poème de l’Enfantement, n’empêchèrent pas deux papes, le regardant comme un ouvrage édifiant, d’envoyer des témoignages d’admiration à l’auteur.
Son poème, qui n’a que trois chants, lui avait coûté vingt ans de travail : chaque vers était soumis à l’examen de Poderico, vieillard vénérable, devenu aveugle, mais d’un jugement sûr, et Sannazaro était souvent condamné à refaire dix fois le même vers avant de réussir à contenter cet aristarque. Cet excès de sévérité pouvait ôter à l’ouvrage cette spontanéité qui est le mérite principal d’un poème. Cependant en lisant ces vers, si péniblement travaillés, on est étonné de n’y rien apercevoir qui annonce la contrainte. Ce poème, qui avait obtenu les éloges de Léon X, auquel il était destiné, ne parut que sous les auspices de Clément VII, qui en fit également témoigner sa satisfaction à l’auteur. Ces marques d’estime que Sannazaro recevait de la cour de Rome ne suffisaient pas pour étouffer son ressentiment contre Alexandre VI et César Borgia, regardés par lui comme les instruments principaux de la chute des Aragonais.
Le poète Jacopo Sannazaro ne se laissa jamais éblouir par la protection que son roi lui accordait. Il vivait auprès de lui plutôt en ami qu’en courtisan. Malgré toutes les calamités auxquelles il se trouva exposé sur le retour de liège, il sut conserver cette tranquillité d’âme, cette égalité de caractère, dont on aime à reconnaître l’empreinte dans tous ses ouvrages. Sannazaro a chanté avec le même transport les amours des bergers et les occupations des pécheurs, et pourtant l’Arcadia est l’ouvrage de sa jeunesse et les Églogues un des fruits de son âge mûr. Par la première, il releva la poésie italienne de l’état de langueur où l’avaient jetée les froids imitateurs de Pétrarque ; et il donna dans les autres un modèle achevé d’un nouveau genre de poésie à peine soupçonné par les Grecs et entièrement inconnu aux Latins. Ses Eglogues pescatoris sont la source à laquelle on a puisé dans la suite, toutes les fois qu’on a voulu retracer les travaux et les mœurs des pécheurs.

## Éditions

### Arcadia
- Édition de 1502 : Venise, Vercelli, 1502, in-6°[8], très rare, mais citée dans le Catalogue de la bibliothèque Capponi. C’est la première édition de l’Arcadie, exécutée sans l’aveu du poète, qui se plaignit même de cette publication prématurée.
- Édition de Sannazaro : L’Arcadia fut réimprimée à Naples, en 1504, par Pietro Summonte, ami de l’auteur, et cette édition a servi de modèle à toutes les autres[9].

L’Arcadia a été réimprimée soixante fois durant le XVIe siècle.
- Jean Martin a produit une traduction française de l’Arcadia, Paris, Vascosan, 1544, in-8e L'Arcadie, au format image sur Gallica[10].

Éditions modernes
- Iacopo Sannazaro, Arcadia / L'Arcadie, éd. critique de Fr. Espamer, trad. et notes de Gérard Marino, préf. d'y. bonnefoy, Les Belles-Lettres, Paris, 2004.
- Jacopo Sannazaro, L'Arcadie, traduction de Jean Martin, édition établie et présentée par Jean-Claude Ternaux, Reims, Presses Universitaires de Reims, Publication du Centre de Recherche sur la Transmission des Modèles Littéraires et Esthétiques, Collection 'Mémoire des Lettres' dirigée par Frank Greiner, 2003.

Sonetti e Canzoni
Naples, 1530, au format in-4, très-rare.
L’Arcadia, les Sonetti, les Canzoni, une petite pièce sur la prise de Grenade et quelques lettres qui composent le Recueil complet des ouvrages italiens de Sannazaro, ont été publiés, en 1723, en un seul volume in-4, à Padoue, précédés de la vie du poète écrite par Crispe de Gallipoli.
De partu Virginis lib. 3 ; Eglogae 5 ; Salices ; Lamentatio de morte Christi, Naples, 1526, in-4
De partu Virginis lib. 3
Le poème de l’Enfantement de la Vierge ne fut achevé qu’après le dernier retour de l’auteur.
Dans quelques éditions postérieures, on a inséré les deux brefs de Léon X et de Clément VII ; le premier rédigé par Pietro Bembo et l’autre par Giulio Sadoleto.
Ce poème a été traduit en français par Guillaume Colletet, qui l’a intitulé les Couches sacrées de la Vierge, Paris, 1646, et en italien par, Giovanni Bartolomeo Casaregi. Une autre traduction en vers français a été réalisée par Henri-Zozime de Valori en 1838.
Eglogae 5
Les Eglogues sont au nombre de cinq et probablement les seules que Sannazaro ait composées.
Salices
Court poème élégiaque (Les Saules)
Lamentatio de morte Christi

## Autres éditions
- En 1529, on édita à Venise les Sannazarri odae ; ejusdem elegiae de malo punico.
- En 1534, Les Sonetti e canzoni, Vinegia : nelle case delli heredi d'Aldo Romano e Andrea socero, 1534[7].
- En 1535, Alde Manuce, à Venise, groupa en un volume toutes ses œuvres latines (Actii Synceri Sannazzarii opera omnia latine scripta)[12].
- Le poème sur l’Enfantement et les autres poésies latines de Sannazaro furent réimprimés ensemble, en 1719, à Padoue, in-4e, précédés de la vie du poète, écrite en latin par J.-Ant. Volpi. Cette édition contient, entre autres, les épigrammes que des éditeurs plus scrupuleux ont quelquefois supprimées, par égard pour la cour de Rome ; une des plus belles est celle que l’auteur composa pour Venise, et dont il fut noblement récompensé par le sénat de cette ville.

## Sources

### Œuvres de Sannazar
- Jehan Martin (trad.), L'Arcadie, Paris, Vascosan, 1544, in-8e, en ligne sur Wikisource, en ligne sur Gallica.

Sur Gallica :
1. Actii Synceri Sannazarii De partu virginis libri tres
2. Arcadia del Sannazaro tutta fornita et tratta emmendatissima dal suo originale
3. Del parto della vergine libri tre / di M. Castore Durante da Gualdo ; ad imitatione del Sanazaro ; con gli argomenti di M. Jeronimo Pallantieri
4. Jacobi Sannazarii Opera omnia latine scripta, nuper edita
5. L'arcadie de messire Jacques Sannazar
6. Libro pastorale nominato Arcadio
7. Sonetti e canzoni del Sannazaro

#### Textes sur l'œuvre de Sannazar disponibles sur wikisource
- Commentaires sur le « De partu Virginis » et la poésie chrétienne de Sannazar, par Saint-Marc Girardin, Revue des deux mondes, avril 1850.

### Ouvrages sur Sannazar

#### Dans le domaine public
- Crispo (Giovanni Battista). Vita di J. Sannazaro. Rom. 1585. 8. Ibid. 1593. 8. Napol. 1633. 8. (Oxf.) Rom. 1693. 8.
- Colangelo (Francesco). Vita di G. Sannazaro. Napol. 1819. 8.
- (Angelis, chevalier d'). Sannazar. Par. 1824. 18. * (P)

d'après Edouard Marie Oettinger, Bibliographie biographique universelle, tome 2, 1854, Stiénin, Bruxelles.
- G.-B. CRISPO, Vita di J. Sannazzaro (écrite en 1593), dans L’éd. de 1723.
- F. TORRACA, Gli imitatori stranieri del Sannazzaro ; Rome, 1882. ; Du même, la Materia dell’Arcadia ; Citta. di Castello, 1888.
- GASPARY, Storia della lett. ital., II, chap. XXI.
- E. PERCOPO, la Prima imitazione del’Arcadia ; Naples, 1894.

d'après La Grande Encyclopédie, inventaire raisonné des sciences, des lettres, et des arts 1885-1902
- Crispo, Vita di Sannasaro.
- J.-A. Volpi, Sannasaris Vita.
- Niceron, VIII. - Angelis, Sannazar.
- Biografia degli uomini ill. del regno di Napoli, t. II.
- Tiraboschi, Storia della letterat. ital., VII, part. 3.
- Saint-Marc Girardin, Tableau de la littér. fr. au seizième siècle, p. 137 et suiv.

d'après Nouvelle biographie générale Hoefer 1852-1866
- E. Gothein, Die Culturentwickelung Süd Italiens, Breslau, 1886.
- E. Peiropo, Vita di Jacopo Sannazzaro, Naples. 1894, réédité en 1931.
- A. Sainati, J. Sannazaro e Joachim du Bellay, Pise. 1913.
- E. Carrara, Jacopo Sannazaro..., Rome, 1930.
- P. de Montero, La Béatrice d’Ambroise Leone de Nola.., in Mélanges Henri Hauvette, Paris, 1934.

d'après Dictionnaire des auteurs, Tome IV, p. 218, Laffont-Bompiani, 1989, article Sannazar Jacques.

#### Sous copyright
- Grand dictionnaire encyclopédique Larousse, 1982, Tome 13, article Sannazaro Jacopo.
- Dictionnaire des auteurs, Tome IV, p. 218, Laffont-Bompiani, 1989, article « Sannazar Jacques »
- Sannazar, in Centuriae latinae (Mélanges Chomarat), dir. Colette Nativel, Genève, Droz, 1997, p. 711–718, article de Jean-Claude Ternaux où l'on trouvera une bibliographie.